# Hockey Club Valpellice Bulldogs
L'Hockey Club Valpellice Bulldogs ASD è una squadra di hockey su ghiaccio di Torre Pellice, nella città metropolitana di Torino. Attiva dal 1937 al 2018, rifondata nel 2019, nel corso della sua storia la squadra ha cambiato più volte denominazione, anche a seguito delle numerose rifondazioni cui il club è stato oggetto.

## Storia

### Fondazione
Nata nel 1934 per iniziativa dei fratelli Giorgio e Giuseppe Cotta Morandini, si tratta di una delle prime squadre di hockey su ghiaccio in Piemonte (attività di questo sport si registrarono tuttavia a Torino sin dall'anno 1908).

#### Esordio e cessione dell'attività
Le prime apparizioni in un campionato risalgono tuttavia agli anni '50, ancora per iniziativa dei fratelli Cotta Morandini: nel 1953-54 il Valpellice Sporting Club viene iscritto alla seconda serie. Il primo incontro ufficiale è contro l'Amatori Milano (5-5 il risultato). La stagione è trionfale e la squadra vince il campionato e guadagna la serie A per l'anno successivo. Per motivi economici, però, dovrà cedere il diritto al Torino. Il successo non si ripete e nel 1957 il Valpellice cessa l'attività.

### Rifondazione
Nel 1962 la società rinasce, due anni dopo ha anche nuovi colori (dal rosso al nero-verde, colore della US Valpellice di cui la squadra è emanazione). Per tutti gli anni '60 militerà in serie C, raggiungendo le finali nel 1970-71. Le perde, ma viene egualmente promossa in B.

#### Serie A
La prima promozione in A è vicina: arriva al termine della stagione 1975/76. Dal 1976/77 gioca quindi in A e la prima vittoria arriverà soltanto all'ultima giornata (contro l'HC Brunico). Non essendo però prevista alcuna retrocessione sul campo, il Valpellice resta in A per sette stagioni. I risultati sono molto scarsi, ma alcuni giocatori vestiranno l'azzurro: tra gli altri, Albert Di Fazio e Grant Geogan.

#### Il declino e la nuova cessazione dell'attività
Nel 1983-84 la squadra torna in B. Lascia anche la famiglia Cotta Morandini, e la squadra comincia un declino che la porta in C. Dopo un breve ritorno in B2, la squadra al termine della stagione 1991-92 scompare per colpa dello stadio Filatoio: manca la richiesta copertura. Problemi burocratici non rendono possibile la ristrutturazione fino al 1996.

### La nuova rifondazione e il ritorno in Serie A
La squadra rinasce, ancora una volta coi Cotta Morandini. Nel 1997-98 la squadra è in A2 e nel 1999-2000 torna nella massima serie, raggiungendo i play-off.

#### La terza cessione dell'attività
Una piena del Pellice distrugge la copertura dello stadio, e il Valpellice scompare nuovamente. I presidenti di Torino e Valpellice decidono così di far nascere una nuova società, l'All Stars Piemonte. La fusione non è però ben vista da parte dei tifosi.

### La terza rifondazione

Vecchio logo dell'HC Valpellice.

Nel 2002-03 nasce un nuovo Valpellice, che gioca in serie C. L'anno dopo stringerà un accordo con il nuovo Torino: il Torino-Valpe che gioca la serie A 2003-04. L'accordo dura un anno: nel 2004-05 il Torino disputa la serie A, il Valpellice l'A2, dove rimane per le stagioni successive.
Al termine di gara 3 della finale play off fra HC Merano e Valpellice della stagione 2006-07 una tragedia colpisce la squadra: l'auto su cui viaggiava il presidente Mauro Ferrando ebbe un grave incidente: lo stesso presidente perse la vita.

#### La coppa Italia e la prima finale scudetto
Nel 2009 l'HC Valpellice chiede e ottiene l'iscrizione al campionato di Serie A. Debutta il 30 settembre 2009 al Cotta Morandini con una sconfitta per 1 a 2 contro il Fassa. Alla fine della stagione 2009/2010 il Valpellice viene eliminato nella serie dei quarti di finale per 4-1 dal Sportverein Ritten-Renon.
L'anno seguente la Valpe ottiene nuovamente l'iscrizione al massimo campionato italiano, disputando un'ottima stagione e chiudendo al 5º posto in regular season. Il Valpellice affronta nuovamente il Sportverein Ritten-Renon nella serie dei quarti di finale vincendo la serie per 4-1, ottenendo così per la sua prima volta nella storia l'accesso alle semifinali di Serie A1 contro il Hockey Club Pustertal-Val Pusteria (che poi s'impone per 4 vittorie a 0).

Il primo grande traguardo la squadra torrese lo raggiunge nel 2013, quando, qualificatasi per la final four di coppa Italia, vince il trofeo nella finale giocata a Torino battendo nettamente prima in semifinale il Val Pusteria, e poi in finale l'Alleghe. Ma un secondo importantissimo risultato lo ottiene sempre in quella stagione: la finale playoff scudetto, la prima della sua storia che il Valpellice ha però perso per 4 gare ad 1 contro l'Asiago, che soli 7 anni prima era la squadra della quale la Valpe era farm-team.

#### La seconda coppa Italia
Nella stagione 2015/16, dopo essersi qualificato per la Final Four di coppa Italia superando il Fassa nel turno di qualificazione, riesce a conquistare il trofeo battendo il Renon in semifinale e i padroni di casa del ValPusteria nella finale.

#### Dalla Serie C alla cessazione dell'attività
Dopo la cancellazione da parte della FISG del Campionato di Serie A e alla creazione della Alps Hockey League l'HC Valpellice decide di non iscriversi a quest'ultimo campionato, visti i costi ritenuti insostenibili. La società aveva anche chiesto alla Federazione una proroga, non concessa, per l'iscrizione al Campionato di Serie B. L'HC Valpellice pertanto per la stagione 2016-2017 ha preso parte solamente alla Serie C ed ai campionati giovanili.
La presenza della squadra in terza serie (ora denominata IHL - I Division) venne confermata anche per il campionato 2017-2018, nonostante le difficoltà nella gestione del Pala Cotta Morandini e nonostante la nascita di una seconda società con sede a Torre Pellice, l'HCV Filatoio 2440, anch'essa iscritta allo stesso campionato con il nome di HC ValpEagle. La squadra tuttavia non si presentò in campo in occasione dei primi due incontri di campionato (rispettivamente a Varese contro i Varese Killer Bees ed in casa nel derby contro il ValpEagle), ed il giudice sportivo la estromise dal campionato.
L'anno seguente il Valpellice non si iscrive ad alcun torneo.

### Quarta rifondazione
Nell'estate del 2019 il club rinasce ancora una volta con il nome di Hockey Club Valpellice Bulldogs ASD iscrivendosi alla Italian Hockey League-Div. I, campionato che vincerà nella stagione 2021/22 superando in finale il HC Piné e ottenendo la promozione in Italian Hockey League, la serie cadetta nazionale. Nelle stagioni 2022/23 e 2023/24 la squadra, guidata dal coach Dino Grossi, termina il proprio percorso nella seconda fase del campionato di IHL senza riuscire ad accedere ai playoff. Ci riuscirà la stagione dopo, nella stagione 2024/25, perdendo per 3 gare a 0 il quarto di finale contro l'SV Kaltern, poi laureatosi campione.

## Palaghiaccio

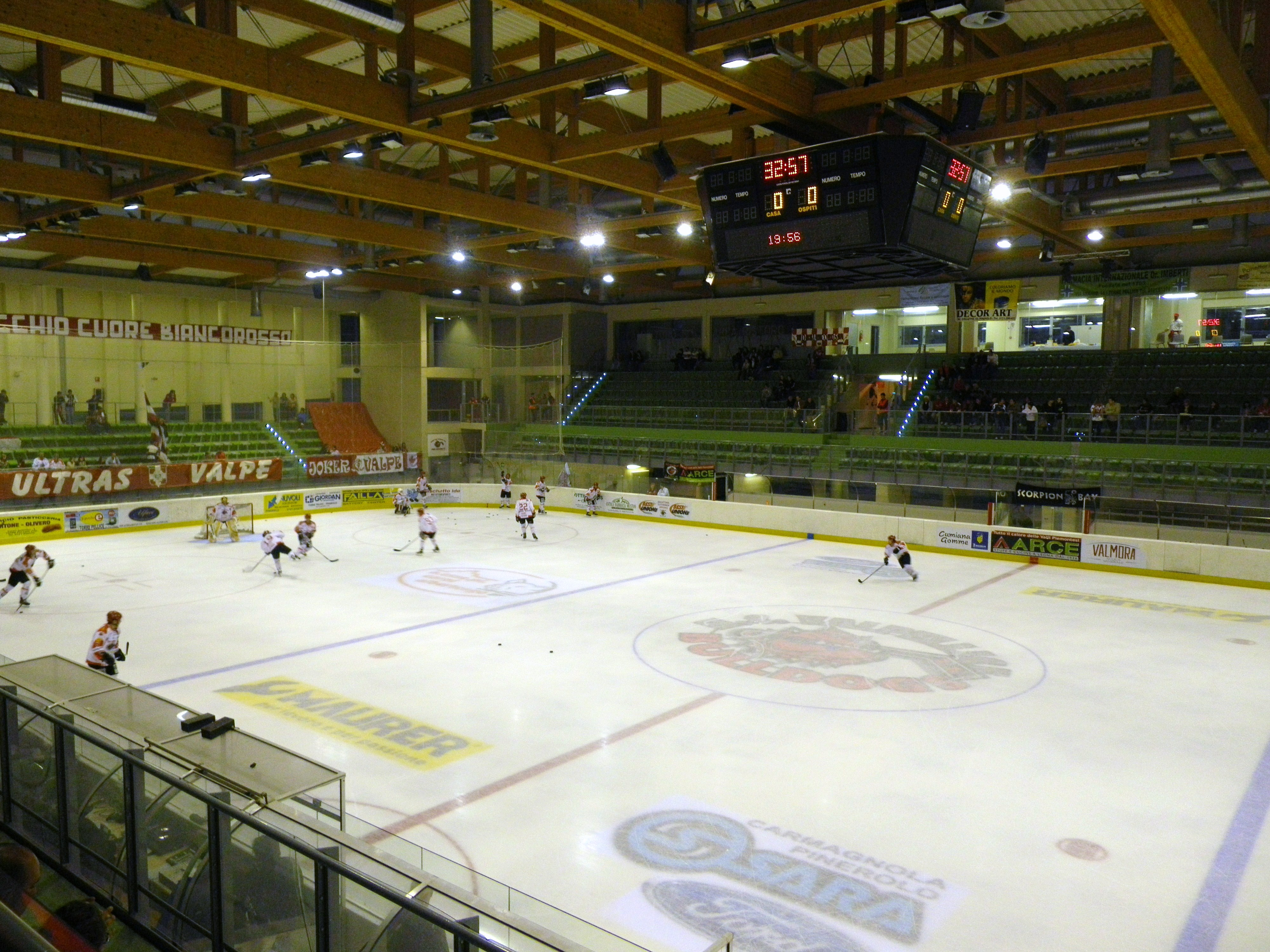
Il palazzetto di Torre Pellice

A partire dal 2005, il Valpellice disputa i propri incontri casalinghi presso il Palaghiaccio olimpico di Torre Pellice "Giorgio Cotta Morandini", noto anche come Pala Cotta Morandini.
Venne progettato nel 2002 in vista delle Olimpiadi di Torino 2006 ed è in grado di ospitare 2.440 spettatori.

## Palmarès
- Coppa Italia: 2

2012-2013, 2015-2016

## Roster 2025/26

### Portieri
- Andrea Basraoui
- Lorenzo Culasso

### Difensori
- Simone Bertin
- Francesco De Biasio
- Jean Nicolò Leger
- Loris Giordano
- Samuel Payra
- Lorenzo Payra
- Samuele Ravera
- Leonardo Sibille

### Attaccanti
- Pietro Beccaria
- Samuele Ravera
- Lorenzo Martina
- Tommaso Salvai
- Cristian Long
- Filippo Salvai
- Davide Segatel
- Lorenzo Blanchetti
- Marco Pozzi
- Joonas Savolainen
- Veeti Vuorio

### Allenatore
Dino Grossi

## Roster delle stagioni precedenti
1935-36 · 
1936-37 · 
1937-38 · 
1938-39 · 
1938-39 ·
1939-40 ·
1940-41 · 
1941-42 ·
1942-43 ·
1943-44 ·
1944-45 ·
1945-46 ·
1946-47 · 
1947-48 · 
1948-49 · 
1949-50 · 
1950-51 · 
1951-52 · 
1952-53 · 
1953-54 · 
1954-55 · 
1955-56 · 
1956-57 · 
1957-58 · 
1958-59 · 
1959-60 · 
1960-61 · 
1961-62 · 
1962-63 · 
1963-64 · 
1964-65 · 
1965-66 · 
1966-67 · 
1967-68 · 
1968-69 · 
1969-70 · 
1970-71 · 
1971-72 · 
1972-73 · 
1973-74 · 
1974-75 · 
1975-76 · 
1976-77 · 
1977-78 · 
1978-79 · 
1979-80 · 
1980-81 · 
1981-82 · 
1982-83 · 
1983-84 · 
1984-85 · 
1985-86 · 
1986-87 · 
1987-88 · 
1988-89 · 
1989-90 · 
1990-91 · 
1991-92 · 
1992-93 · 
1993-94 · 
1994-95 · 
1995-96 · 
1996-97 · 
1997-98 · 
1998-99 · 
1999-00 · 
2000-01 · 
2001-02 · 
2002-03 · 
2003-04 · 
2004-05 · 
2005-06 · 
2006-07 · 
2007-08 · 
2008-09 · 
2009-10 · 
2010-11 · 
2011-12 · 
2012-13 · 
2013-14 · 
2014-15 · 

## Giocatori

### Maglie ritirate
N. 4 Dario Saletta

N. 10 Mario Manfroi
N.16 Andrea Chiarotti